# プソイドトロピン
プソイドトロピン（pseudotropine）とは、トロパンの3位の炭素に直結している水素のうちの1つが水酸基に置換された有機化合物である。CAS登録番号は135-97-7。

## 性質
プソイドトロピンの化学式はC8H15NOで
、モル質量は141.2125 (g/mol)である。常温では固体として存在し、融点は109 ℃、沸点は241 ℃である。

## 毒性
プソイドトロピンをマウスに対して腹腔内投与した時の半数致死量は、280 (mg/kg)である。また、プソイドトロピンをウサギに対して静脈内投与した時の半数致死量は、少なくとも50 (mg/kg)よりは多いとされている。

## 酵素反応
プソイドトロピンとアシルCoAを基質とした酵素として、プソイドトロピンアシルトランスフェラーゼが存在する。この酵素は、アシルCoAからアシル基を、プソイドトロピンが持つ水酸基へと転移させる作用をする。結果、プソイドトロピンとアシル基とは、エステル結合をする。なお、この反応によってアシル基を奪われたアシルCoAは、単なるCoAになる。

## 著名な誘導体
プソイドトロピンの持つ水酸基と、(RS)-3-ヒドロキシ-2-フェニルプロパン酸が持つカルボキシ基とが、脱水縮合してエステルを形成した化合物がアトロピンである。また、ププソイドトロピンの持つ水酸基と、安息香酸が持つカルボキシ基とが、脱水縮合してエステルを形成した化合物がトロパコカインである。